# Dragon
 For alternative betydninger, se Dragon (flertydig). (Se også artikler, som begynder med Dragon)
Dragoner var oprindeligt beredent infanteri, der både var uddannet i ridning og infanterikampfærdigheder. Men i løbet af 1700-tallet udviklede dragoner sig til konventionelt middelsvære kavalerienheder. Dragonregimenter oprettedes i de fleste europæiske hære i slutningen af 1600-tallet og det tidlige 1700-tal.
I middelalderen var drager symbol på magt og mod, næsten usårlighed. I fortællingerne om Ridderne af det runde bord er kong Arthurs fane prydet af en flyvende drage.

## Etymologi
Der findes adskillige teorier om oprindelsen af ordet dragon.
- I 1500-tallet har flere militærkorps en drage på deres fane. Voltaire hævder, at det er grunden til, at udtrykket dragon blev brugt om militærkorps.

- En engelsk teori hævder, at ordet dragon stammer fra en type musket , de engelske soldater brugte i renæssancen.

- Kaptajn Choppin hævder i sin bog "Histoire des dragons" fra 1893, at dragon stammer fra "Raoul Dragon de Gomiécourt", der førte en flok soldater, som kæmpede til fods og til hest mod Henrik I.

- Comte de Chesnel hævder, at dragon betyder "sidegren", fordi dragonerne blev opfattet som sidegren af infanteriet.

Med skyttegravskrigen under 1. verdenskrig havde kavaleriet udlevet sin rolle som kampenhed. Men selv under 2. verdenskrig anvendtes kavaleri sporadisk i kampe i uvejsomme områder på Østfronten, men også her erstattede terrængående troppetransportkøretøjer hesten, der kun brugtes til at trække køretøjer ud af sølet. Der deltog flere heste i 2. end i 1. verdenskrig.
Efter krigen forsvandt hesten som transportmiddel for kamptropper i samtlige europæiske og nordamerikanske væbnede styrker. Kun den schweiziske hær fastholdt den 18. schweiziske dragoneskadron frem til 1972.
Titlen er bevaret i moderne tid af en række pansrede eller beredne regimenter.

## Danske dragoner
Jydske Dragonregiment har sine rødder i 3. Dragonregiment, der blev oprettet i 1670'erne og blev  sammenlagt med 4. og 6. Dragonregiment. Jydske Dragonregiment var oprindeligt et kavaleriregiment, men allerede i 1930'erne indførtes både cyklist- og motorcykeleskadroner. Efter 2. verdenskrig er regimentet i stigende grad blevet et panserregiment, nu med Hærens eneste panserbataljon og en af 3 panserinfanteribataljoner samt en uddannelsesbataljon.